# Wet in formele zin
Een wet in formele zin, ook wel formele wet genoemd, is in Nederland een wet die is vastgesteld door regering en Staten-Generaal. Dit is bepaald in artikel 81 van de Grondwet, waar overigens alleen sprake is van het begrip wet. Een wet in formele zin is meestal ook een algemeen verbindend voorschrift (avv) ofwel wet in materiële zin.
De regering wordt gevormd door de Koning en de ministers (art. 42 Grondwet). De Staten-Generaal worden gevormd door de Tweede en Eerste Kamer. De wetgever van de wetten in formele zin (Koning, ministers en beide Kamers gezamenlijk) wordt de formele wetgever genoemd.
Waar de Nederlandse grondwet spreekt over wet wordt steeds een wet in formele zin bedoeld. Er moet vooral gelet worden op het verschil tussen een wet in formele zin/formele wet, en het formeel recht of procesrecht.

## Verschil met wet in materiële zin
Tegenover het begrip van wetten in formele zin staat het begrip van wetten in materiële zin. De aanduiding formeel duidt erop dat de bepaling naar wijze van totstandkoming als wet kan worden beschouwd. Het gaat dus om de procedurele en formele aspecten rond de bepaling, niet om haar inhoud.
Met een wet in materiële zin worden alle bepalingen bedoeld die naar hun inhoud als een wet gezien kunnen worden, oftewel alle algemeen verbindende voorschriften. De aanduiding materieel duidt erop dat de bepaling naar inhoud als wet kan worden beschouwd.
Wetten in formele zin en wetten in materiële zin zijn geen elkaar uitsluitende categorieën. Dikwijls zijn wetten in formele zin tevens wetten in materiële zin, bijvoorbeeld de Kieswet, de Provinciewet en het Wetboek van Strafrecht. Zij zijn wet in formele zin omdat ze zijn vastgesteld door Regering en Staten-Generaal gezamenlijk en wet in materiële zin omdat ze algemeen verbindende voorschriften bevatten.
Sommige wetten in formele zin zijn geen wet in materiële zin. Zij zijn weliswaar vastgesteld door regering en Staten-Generaal gezamenlijk, maar bevatten geen algemeen verbindende voorschriften. Ze richten zich namelijk op specifieke individuen of situaties. Voorbeelden van wetten in formele zin die geen wet in materiële zin zijn:
- toestemmingswet voor een huwelijk van een lid van het Koninklijk Huis (artikel 28 Grondwet)
- goedkeuring van verdragen bij formele wet (artikel 91 Grondwet)
- begrotingswetten (artikel 105 Grondwet)

Ten slotte zijn er wetten in materiële zin die geen wet in formele zin zijn. Naar hun inhoud kunnen zij als wet worden gezien, omdat ze algemeen verbindende voorschriften bevatten, maar naar hun wijze van totstandkoming zijn zij niet als formele wet te beschouwen, omdat zij niet door Regering en Staten-Generaal zijn vastgesteld. Voorbeelden hiervan zijn:
- Algemene maatregelen van bestuur (AMvB), bijvoorbeeld het Reglement Verkeersregels en verkeerstekens 1990 (RVV 1990)
- Ministeriële regelingen, bijvoorbeeld de Regeling vaste boekenprijs[1]
- Provinciale verordeningen
- Waterschapsverordeningen
- Gemeentelijke verordeningen
- Eilandsverordeningen

Wetten in materiële zin steunen echter altijd op een wet in formele zin, die nadere regelgevende bevoegdheden delegeert. De formele wet bepaalt dan welke onderwerpen nader kunnen worden geregeld bij AMvB of een andere, lagere regeling (zoals Ministerieel; provinciaal of gemeentelijk). Zo steunt het RVV 1990 op de Wegenverkeerswet ; een Provinciale verordening op de Provinciewet en een Gemeentelijke verordening op de Gemeentewet.   